# Deggial
Deggial is een muziekalbum van de Zweedse Symfonische Metalband Therion. Anders dan Vovin ligt de nadruk van Deggial niet op de vocals, maar voornamelijk op sfeer. Desalniettemin vertoont de stijl van Deggial grote gelijkenissen met Vovin.

## Tracklist
1. Seven Secrets of the Sphinx – 3:36
2. Eternal Return – 7:10
3. Enter Vril-Ya – 6:38
4. Ship of Luna – 6:28
5. The Invincible – 5:09
6. Deggial – 5:03
7. Emerald Crown – 5:29
8. The Flight of the Lord of Flies – 1:22
9. Flesh of the Gods – 4:04
10. Via Nocturna (Part 1: The Path, Part 2: Hexentanz) – 9:30
11. O Fortuna (origineel gecomponeerd door Carl Orff) – 3:21